# Монте Травазо (Пјаченца)
Монте Травазо је насеље у Италији у округу Пјаченца, региону Емилија-Ромања.
Према процени из 2011. у насељу је живело 123 становника. Насеље се налази на надморској висини од 198 м.